# Lincoln's Inn Fields
Lincoln's Inn Fields är en fyrkantig park i Storbritannien. Den ligger i riksdelen England, i den södra delen av landet, i huvudstaden London.
Grönområdena i Lincoln's Inn Fields omges på norra sidan av stadsdelen Lincoln's Inn och på de övriga sidorna av parkens byggnader. Hela parken omges av stålstaket, det finns sju ingångar, en i mitten av varje sida och en i varje hörn förutom det sydvästra.

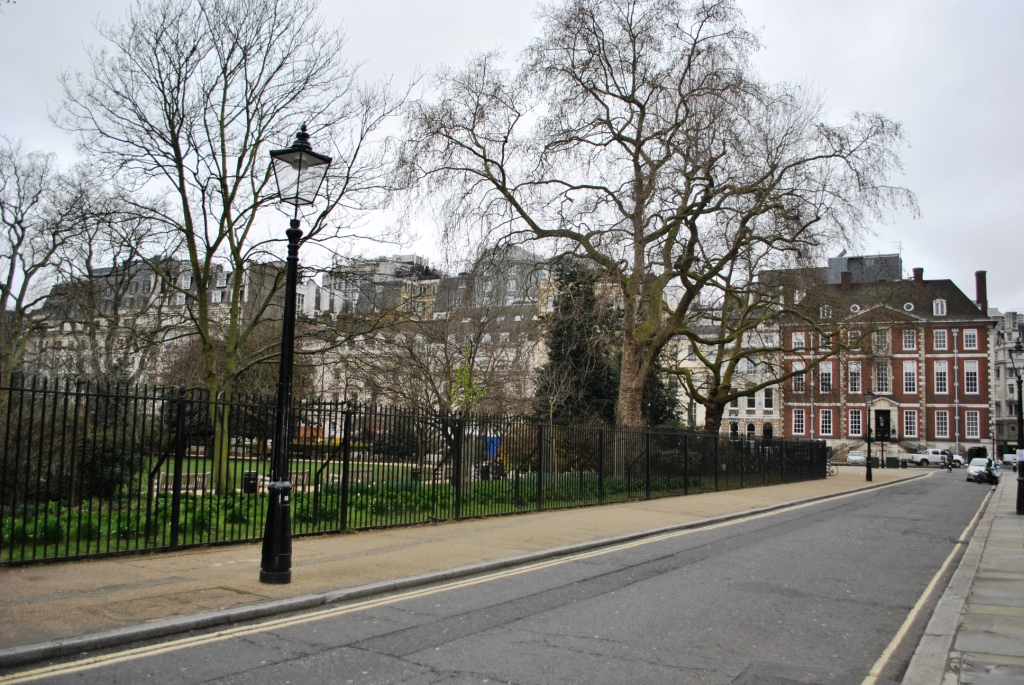
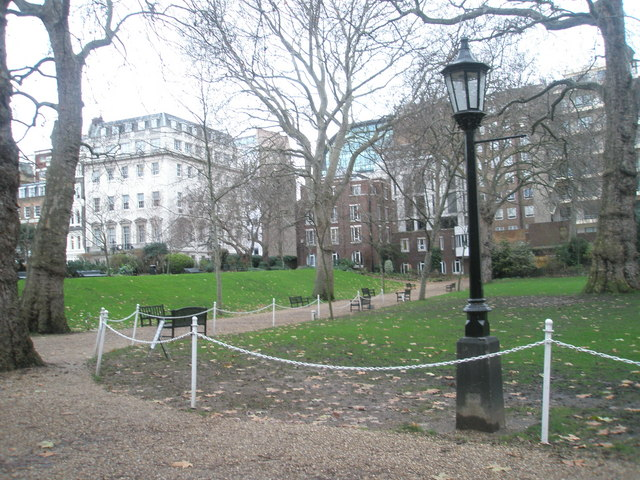
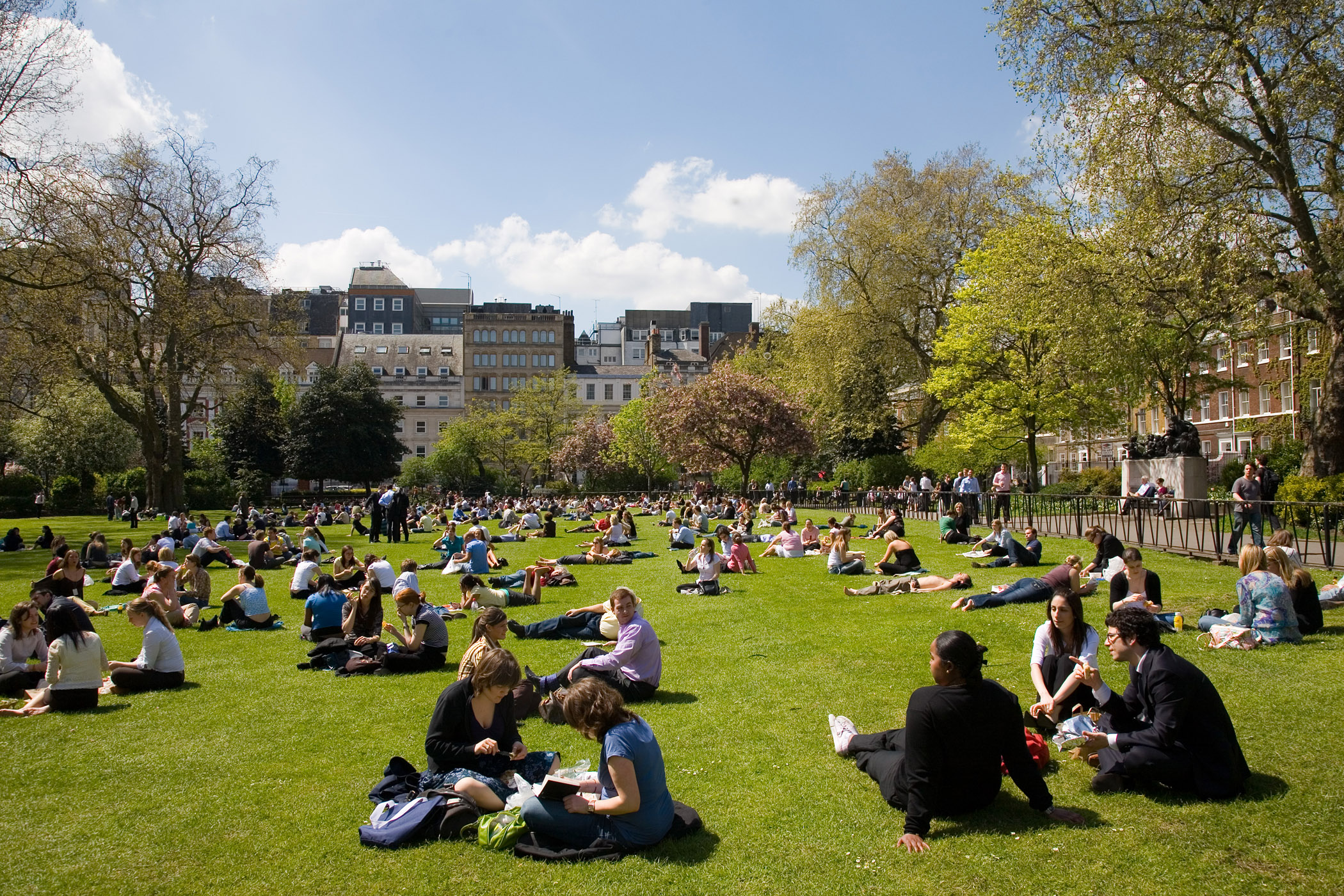